# Alphonse Bory
Alphonse Bory (* 15. Oktober 1838 in St. Gallen; † 8. April 1891 in Coppet, heimatberechtigt in Coppet und Mies) war ein Schweizer Politiker der Freisinnig-Demokratischen Partei (FDP).

## Biografie
Bory studierte Rechtswissenschaften in Genf, Lausanne und Heidelberg und war danach als Notar und Grundbesitzer tätig. Von 1863 bis 1869 war er Substitut des Gerichtsschreibers am Kantonsgericht des Kantons Waadt. Als Beisitzer am Friedensgericht war er von 1871 bis 1872 tätig.
In den Jahren 1874 bis 1888 sass er im Grossen Rat des Kantons Waadt. 1881 wurde er in den Ständerat gewählt und schied 1887 aus, wobei er 1887 Ständeratspräsident war. Er galt als Experte in Finanzfragen.
Als Generalrat war er von 1880 bis 1889 bei der Waadtländer Hypothekarkasse tätig und nahm von 1883 bis 1887 Einsitz im Verwaltungsrat der Eidgenössischen Bank. Von 1887 bis 1889 war er Generalrat der Waadtländer Kantonalbank.